# Uitgeverij Medema
Uitgeverij Medema was een Nederlandse uitgeverij van christelijke boeken en tijdschriften, gevestigd in Heerenveen. Per 1 september 2009 maakte Uitgeverij Medema deel uit van Uitgeverij Jongbloed. Rond 2014 stopte Jongbloed met het uitgeven van boeken onder het imprint Medema.

## Profiel
De uitgeverij had als doelstelling: 'het bevorderen van de verbreiding van Gods Woord door middel van verspreiding van boeken, kalenders en geschriften'. 
De Stichting Evangelische Uitgeverij hield zich in het Nederlandse taalgebied bezig met het uitgeven van boeken en andere media op het gebied van Schriftstudie, geloofsopbouw en getuigenis. Ze wilde dat doen 'in consequente onderworpenheid aan Gods Woord en aan de leiding van de Heilige Geest'.
Uit artikel 1 van de statuten: de Stichting, die geen winst nastreeft, heeft ten doel: het bevorderen van de verbreiding van Gods Woord door middel van verspreiding van bijbels en bijbelgedeelten, christelijke boeken en geschriften, christelijke dagkalenders en dergelijke, een en ander in de ruimste zin des woords. De stichting tracht dit doel te bereiken door het exploiteren van een uitgeverij, teneinde tegen zo laag mogelijke prijzen lektuur aan een breed publiek ter beschikking te stellen.

## Geschiedenis
De uitgeverij werd in 1952 in Groningen opgericht door accountant Mans Medema (overleden 1978). Deze had een deel van het fonds van de Haagse uitgeverij J.N. Voorhoeve, gelieerd aan de Vergadering van gelovigen, overgenomen. Het bedrijf verhuisde in 1957 naar Apeldoorn, in 1981 naar het nabijgelegen Vaassen en werd van 1978 tot 1 april 2013 voortgezet door Mans Medema's zoon Henk als directeur/uitgever. De uitgaven zijn christelijke boeken die uitgaan van de Goddelijke inspiratie van de Bijbel en de overtuiging dat het geloof in Jezus Christus existentiële betekenis heeft voor alle terreinen van het dagelijkse leven.
Vanaf 1 september 2009 maakte Uitgeverij Medema onderdeel uit van uitgeversgroep Jongbloed. Publicaties verschenen de eerste jaren nog wel onder het eigen label. De activiteiten van Medema werden ondergebracht in Heerenveen, de plaats waar ook Jongbloed is gevestigd. De uitgeverij werd bestuurd door de Stichting Uitgeverij Medema. Eerdere fusiegesprekken met Ark Mission waren afgeketst omdat hun benadering in de ogen van Henk Medema te zakelijk was.

## Auteurs
Naast veel minder bekende schrijvers verzorgde Medema de Nederlandstalige uitgave van enkele bekendere schrijvers:
- Beth Moore
- Gary Chapman
- Larry Crabb
- Henk Medema
- Willem Ouweneel
- Patricia St.John (kinderboeken)
- Rick Warren

## Periodieken
Naast boeken gaf Medema de volgende periodieken uit:
- Bodem (maandelijks, de sterk gewijzigde opvolger van Bode)
- Leven.nu (kwartaaltijdschrift)
- Lichtstralen (jaarlijks, dagkalender)